# Thapsia nitida
Thapsia nitida é uma espécie de planta com flor pertencente à família Apiaceae. 
A autoridade científica da espécie é Lacaita, tendo sido publicada em Cavanillesia 1: 13 (1928).

## Portugal
Trata-se de uma espécie presente no território português, nomeadamente os seguintes táxones infraespecíficos:
- Thapsia nitida var. nitida - presente em Portugal Continental. Em termos de naturalidade é nativa da região atrás referida. Não se encontra protegida por legislação portuguesa ou da Comunidade Europeia.
- Thapsia nitida var. meridionalis - presente em Portugal Continental. Em termos de naturalidade é nativa da região atrás referida. Não se encontra protegida por legislação portuguesa ou da Comunidade Europeia.